# Равицька Ольга Василівна
О́льга Васи́лівна Рави́цька (уродж. Рудницька, 30 травня 1960, Суми) — українська актриса. Народна артистка України (2008). Заслужена артистка України (1997). Нагороджена Орденом княгині Ольги ІІІ ступеня (2016).

## Біографія
Навчалася на театральному факультеті (курс професора О. Б. Глаголіна) Харківського інституту мистецтв (нині — Харківський національний університет мистецтв імені І. П. Котляревського), закінчила його 1981 року.
У 1978—1983 рр. працювала в Харківському академічному російському драматичному театрі імені О. С. Пушкіна (ролі: Дороті — «П'ята колона» Е. Хемінгуея, Стюардеса — «Аеропорт» за А. Гейлі).
У 1983—1988 рр. була актрисою Сумського театру драми та музичної комедії імені М. Щепкіна (ролі: Аксинья — «Тихий Дон» за М. Шолоховим, Марія — «Солдатська вдова» М. Анкілова, Мотря — «Кайдашева сім'я» за І. Нечуєм-Левицьким).
Від 1988 року — артистка Одеського академічного українського музично-драматичного театру імені Василя Василька (ролі: Катарина — «Приборкання норовливої» В. Шекспіра, Беатріче — «Принцеса Брамбілла» за Е. Т. А. Гофманом, Марися — «Для домашнього вогнища» за І. Франком, Анна Фірлінг — «Кураж» за Б. Брехтом, Поліна Василівна — «Рожеве павутиння» Я. Мамонтова, Степаніда — «Народний Малахій» М. Куліша та інші).

## Нагороди і відзнаки
- 4 грудня 1997 року удостоєна звання заслуженої артистки України — за особистий внесок у розвиток української культури і мистецтва, вагомі творчі здобутки[1].
- 3 березня 2008 року присвоєно звання народної артистки України — за вагомий особистий внесок у соціально-економічний і культурний розвиток України, активну громадську діяльність, багаторічну сумлінну працю та з нагоди Міжнародного жіночого дня 8 Березня[2].
- Нагороджена орденом княгині Ольги III ступеня (2016).
- Нагороджена премією «Культурна столиця» (Одеса, 2019)[3].

## Фільмографія
- «Чоловік легкої поведінки» (1994)
- «Як коваль щастя шукав» (1999)
- «Дружна сімейка» (2001—2004)
- «Особисте життя офіціальних людей» (2003)
- «12 стільців» (2004)
- «Ефект присутності» (2004)
- «Хлопчина, або великий секс у маленькому місті» (2005)
- «Два в одному» (2006)
- «Під зливою куль» (2006)
- «Іван Подушкін. Джентльмен розшуку» (2006—2007)
- «Дурна зірка» (2007)
- «Прапорщик Шматко або йо-майо» (2007)
- «Сильніше вогню» (2007)
- «Блаженна» (2008)
- «Одружувати Казанову» (2009)
- «Мелодія для шарманки» (2009)
- «Кордон слідчого Савельєва» (2012)
- «Тест на кохання» (2013)
- «Чорні кішки» (2013)
- «Син за батька» (2014)
- «Анка з Молдаванки» (2015)
- «Хрещена» (2016)
- «Кохання і море» (2016)
- «Знак пунктуації» (2017)

## Озвучування
- «Уроки тітоньки Сови» — Тітонька Сова (українське\російське озвучення, ТО Маски)